# Vinařská oblast údolí Loiry

Mapa vinařského kraje údolí Loiry (Val de Loire)

Vinařský kraj údolí Loiry, (francouzsky vignoble de la vallée de la Loire, zvaný též vinařský kraj Údolí Loiry / vignoble du Val de Loire nebo ligurský vinařský kraj / vignoble ligurien) je rozsáhlé území výroby vína ve Francii, zahrnující vícero vinařských oblastí. Tyto oblasti produkují bílá vína suchá, polosuchá (demi-sec), jemná i silná, červená vína nejčastěji lehčí a vína růžová. Najedeme zda také množství vín šumivých. Všechny tyto oblasti se nacházejí na březích Loiry a jejích přítoků.
Vinařský kraj Loiry zaujímá plochu 70 000 hektarů z čehož 52 000 ha připadá na jakostní vína s přívlastkem (Vins de qualité produits dans des régions déterminées / VQPRD), AOC a AOVDQS). Objem produkce dosahuje 4 miliony hektolitrů, z toho 3 miliony ve VQPRD (jakostní víno s přívlastkem). Je vymezen na čtyři oblasti výroby: území Nantes, Anjou, Touraine a Střed (Centre).
Odrůdy rozšířené v údolí Loiry, pro červená a růžová vína, jsou cabernet franc, cabernet sauvignon, grolleau, gamay, pineau d'Aunis, pinot noir, côt, apod. pro bílá vína jsou to chenin blanc, sauvignon, melon, chardonnay, apod.